# Кипариси
Кипариси (грч. Κυπαρίσσι) је насељено место у општини Гребен у периферији Западна Македонија, Грчка. Према попису из 2021. године био је 31 становник.
Према бугарском географу и историчару, Василу Канчову, у Кипарисију је 1900. године живело 150 Грка хришћана и 100 Грка муслимана (Валахади). Током Балканских ратова муслиманско становништво се иселило, тако је на попису из 1920. године у Кипарисима било 358 становника. Село се раније звало Бишово.